# Alonso de Mendoza
Alonso de Mendoza – stacja metra w Madrycie, na linii 12. Znajduje się w Getafe i zlokalizowana jest pomiędzy stacjami Conservatorio i Getafe Central. Została otwarta 11 kwietnia 2003 roku.